# Nederland Transparant
Nederland Transparant (Niederlande Transparent) war eine niederländische Partei. Die Partei Europa Transparant war ihre Schwesterpartei auf europäischer Ebene.

## Geschichte
Ein erster Versuch zur Gründung von Nederland Transparant wurde 2004 vom Europa Transparant-Gründer Paul van Buitenen nicht akzeptiert, da die Gründung eines Ablegers nicht von Europa Transparant ausging und er eine Irreführung dahingehend befürchtete, dass Wähler vermuten könnten, Nederland Transparant habe etwas mit Europa Transparant zu tun. Da der niederländische Wahlausschuss van Buitenens Einspruch abwies, wandte sich dieser an den Staatsrat und konnte dort sein Ziel erreichen, dass die neue Partei sich nicht Nederland Transparant nennen durfte.
Dies bedeutete jedoch nicht das Ende der Bemühungen zur Gründung einer nationalen Schwesterpartei, vielmehr nahm Europa Transparant das Heft nun selbst in die Hand und baute Nederland Transparant kurzerhand selbst auf. Erster Parteivorsitzender wurde Gerrit de Wit, Mitgründer von Europa Transparant. Auch van Buitenen war zunächst im Parteivorstand, legte jedoch am 9. April 2005 sein Amt in Nederland Transparant nieder, um einer weiteren Vermengung von Funktionen zuvorzukommen.
An den Kommunalwahlen vom März 2006 nahmen zehn lokale Ableger von Nederland Transparant teil, von denen drei Sitze erlangen konnten. Bei weitem am erfolgreichsten war Bladel Transparant aus der Gemeinde Bladel, dort wurden 15,3 % erzielt, ferner sorgte Bladel Transparant einige Monate später für Aufsehen, als der damalige Fraktionsvorsitzende sein Amt einem 19-jährigen Nachfolger übergab.
Bei den Parlamentswahlen von 2006 trat die Partei mit de Wit und dem Schatzmeister der Partei Alexander Brom als Spitzenkandidaten in allen Wahlkreisen an, holte jedoch nur 2.318 Stimmen (0,0 %) und konnte damit nicht ins niederländische Unterhaus einziehen. An den Provinzwahlen von 2007 nahm Nederland Transparant nicht teil.

## Parteiprogramm
Wie schon bei Europa Transparant steht dem Parteinamen getreu das Thema Transparenz in der Politik an erster Stelle. Eine Kategorisierung in links oder rechts lehnt die Partei für sich ab. Im Programm zur Parlamentswahl sprach sich die Partei für direkt gewählte Bürgermeister aus, das Gleiche sollte auch für den Premier gelten. Volksabstimmungen wurden befürwortet. Des Weiteren trat die Partei dafür ein, die Amtszeit von Abgeordneten, die gleichzeitig außerhalb der Politik eine leitende Funktion haben, zu beschränken. Die amtliche Schweigepflicht sollte nach dem Willen der Partei in eine Auskunftspflicht geändert werden.

## Ergebnisse bei nationalen Wahlen
| Jahr | Stimmen | Prozent | +/- | Sitze | +/- |
| ---- | ------- | ------- | --- | ----- | --- |
| 2006 | 2.318   | 0,0 %   |     | 0     |     |